# Saires-la-Verrerie
Saires-la-Verrerie là một xã thuộc tỉnh Orne trong vùng Normandie tây bắc nước Pháp. Xã này nằm ở khu vực có độ cao trung bình 224 mét trên mực nước biển.